# Chelyan
Chelyan est une census-designated place américaine située dans le comté de Kanawha en Virginie-Occidentale. En 2010, sa population est de 778 habitants.

## Source de la traduction
- (en) Cet article est partiellement ou en totalité issu de l’article de Wikipédia en anglais intitulé « Chelyan, West Virginia » (voir la liste des auteurs).